# Paul Bunyan

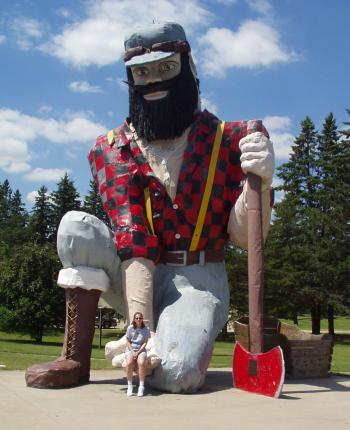
Paul Bunyan in Akeley, Minnesota

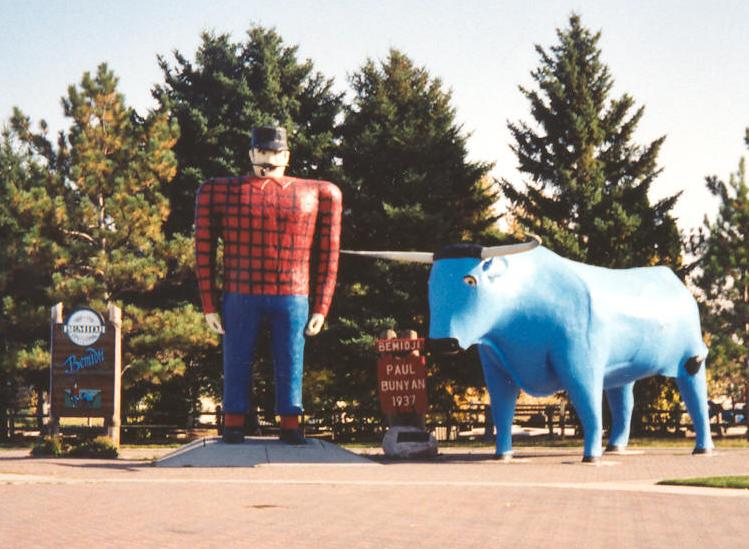
Paul Bunyan und Babe; Statuen in Bemidji
Minnesota

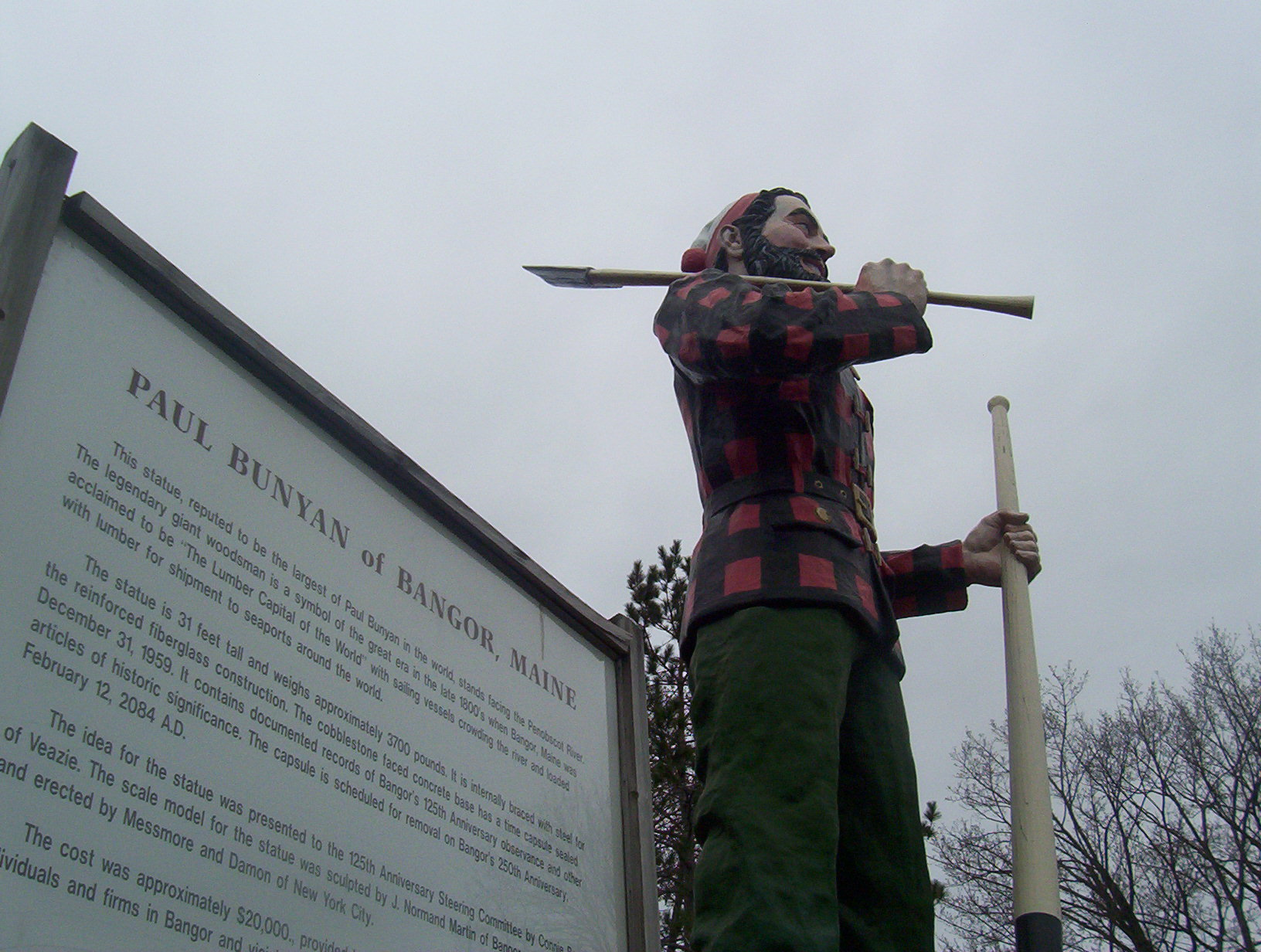
Diese Paul-Bunyan-Statue in Bangor, Maine gilt als größte der Welt

Paul Bunyan ist ein sagenhafter Holzfäller aus einer sogenannten tall tale, einer Geschichte, die versucht, natürliche Phänomene in eine märchenhafte Erzählung einzubetten – im Falle Bunyan geschaffen durch einen US-amerikanischen Journalisten.

## Ursprung

### Die Holzfäller-Legenden
Es heißt, Paul Bunyan sei ein Holzfäller von riesenhafter Größe und titanischer Kraft gewesen. In Geschichten über ihn wird erzählt, dass er und sein blauer Ochse Babe so groß waren, dass ihre Fußabdrücke Minnesotas zehntausend Seen erschufen (einschließlich Lake Bemidji, welcher einem gigantischen Fußabdruck ähnlich sieht). Babe maß 47 Axtgriffe und wurde von Paul während des Winters des blauen Schnees gefunden. Einst half er Paul, eine Straße zu begradigen, indem er einfach daran zog.
Wie bei vielen Mythen wird hier versucht, physikalische Phänomene in einer Geschichte zu erklären. Bunyans Geburt war, wie die Geburt vieler mythischen Helden, sonderbar: So mussten gleich fünf Störche den Säugling tragen. Als er alt genug war, um in die Hände zu klatschen und zu lachen, verursachte das eine Vibration, die jedes Fenster im Haus zu Bruch gehen ließ. Paul ließ den Grand Canyon entstehen, als er seine Axt hinter sich herzog, und erschuf Mount Hood, als er Steine auf sein Lagerfeuer legte, um es zu löschen.
Er ist ein klassischer US-amerikanischer „big man“, wie er im 19. Jahrhundert populär war. Darüber hinaus entsprangen die Bunyan-Mythen aus Geschichten, die man sich in den Holzfällercamps erzählte und die oftmals auch recht unflätig waren. In einer solchen Geschichte zwang extreme Kälte Bären dazu, nach Nahrung zu suchen; einer davon wanderte in ein Holzlager. Der Bär jagte die Holzfäller auf einen Baum, an dem eine Leiter stand. Um den Bären davon abzuhalten, ihnen nachzuklettern (davon abgesehen, dass Bären auch ohne eine solche Leiter einen Baum ersteigen können), traten sie die Leiter weg. Dies rettete sie vor dem Tier, hielt sie aber auf dem Baum gefangen. Um von dort herunterzukommen, urinierten die Holzfäller gleichzeitig herunter und schufen so eine Stange aus Eis, an der sie herunterrutschen konnten. Solche tall tales, obschon sie im Laufe der Zeit verwässerten, wurden einer einzelnen Person zugeschrieben, Bunyan, und wurden so zu den Geschichten, die man heute kennt.

### Der Mythos in den Zeitungen
Die frühesten veröffentlichten Versionen des Mythos um Paul Bunyan lassen sich auf James MacGillivray zurückverfolgen, einen reisenden Zeitungsreporter, der den ersten Artikel über diesen für Oscoda Press im Jahr 1906 schrieb sowie eine Langversion des Artikels für die Detroit News. Er sammelte angeblich Geschichten von Holzfällern, um sie dann selbst auszuschmücken. Er begann am 24. Juli 1910 damit, die Legende zu verbreiten, als The Round River Drive gedruckt wurde. Darin war eine Geschichte enthalten, die sich auf Dutch Jake bezieht, einen anderen mythischen Holzfäller von enormer Körpergröße und Kraft, über einen von Bunyan geförderten Wettkampf, bei dem es darum ging, den größten Baum des Waldes abzuholzen, und an dem angeblich auch der Erzähler selbst teilnahm.
Die Popularisierung des Mythos begann mit William B. Laugheads Introducing Mr. Paul Bunyan of Westwood, California – einer Serie von mit Bunyan werbenden Broschüren für die Red River Lumber Company. Einige dieser Flugblatt-Erzählungen basierten auf Laugheads Erinnerungen an Geschichten, die er zehn Jahre zuvor in einem Holzlager in Minnesota gehört hatte. Andere waren übertriebene Erzählungen, denen seine eigenen Erfahrungen zu Grunde lagen. Laughead erschuf durch die Werbebroschüren viel von dem Bunyan-„Kanon“, einschließlich des blauen Ochsen Babe und Johnny Inkslinger.

## Weblinks

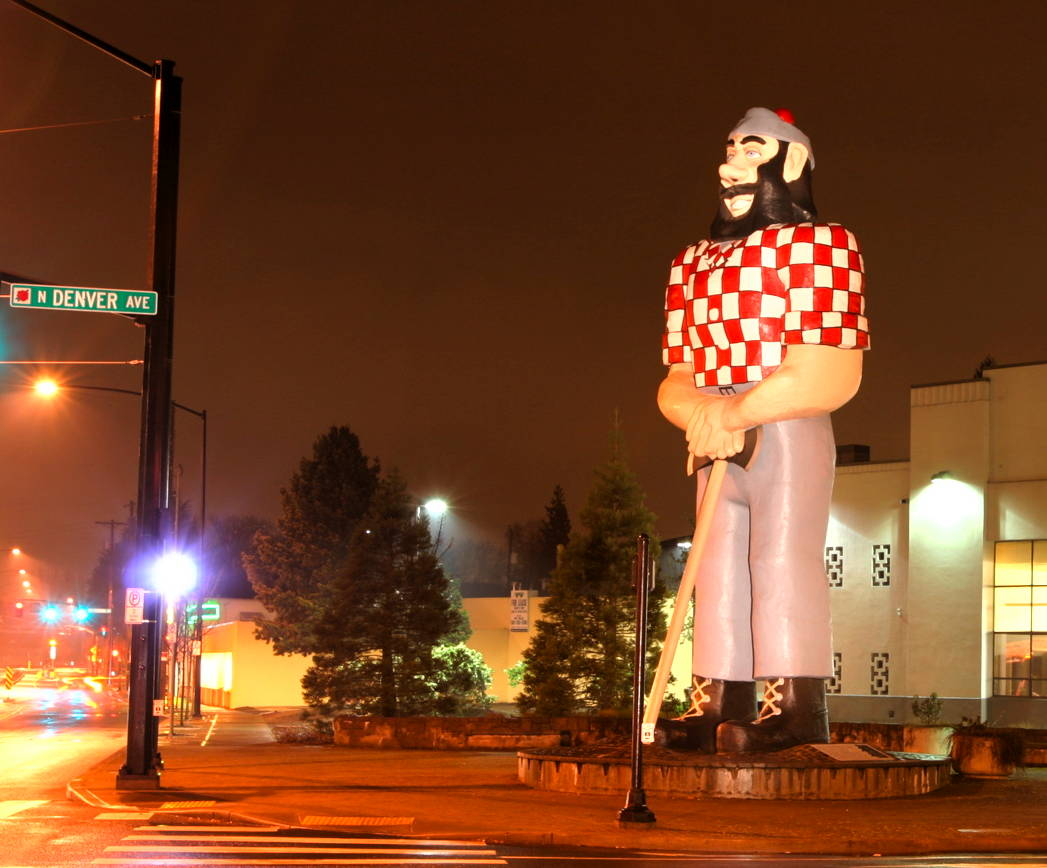
Statue in North Portland